# Sara Ballesteros
Sara Ballesteros (Madrid, 19 de agosto de 1987) es una actriz española, popularmente conocida por su trabajo en series de televisión.

## Biografía
Sara Ballesteros debuta en televisión protagonizando El secreto de Puente Viejo junto a Megan Montaner, Álex Gadea, y María Bouzas, donde da vida a Angustias; una mujer casada de la alta sociedad, embarazada y con problemas mentales. Al final de la primera temporada el personaje se suicida. Poco después, Antena 3 la trae de nuevo para interpretar a la hermana de su personaje, Calvario; quien resulta ser una falsa monja, que busca venganza tras la muerte de su hermana.
Estudió Arte Dramático en la escuela de Arte Teatral Ángel Gutiérrez en el conocido Teatro de Cámara Chéjov y en el Laboratorio William Layton. Compaginó sus estudios de interpretación con la universidad. Es licenciada en Periodismo por la Universidad Complutense de Madrid y licenciada en Comunicación Audiovisual por la Universidad Rey Juan Carlos. Más tarde realizaría un máster de Artes Escénicas en el Instituto de Danza "Alicia Alonso" y la URJC, lo que le daría el acceso al doctorado de Artes Escénicas.
Con un extenso recorrido en el teatro y con grandes conocimientos en las artes escénicas y dramáticas; ha interpretado papeles emblemáticos como Lady Macbeth en "Macbeth", Dunia en "Crimen y Castigo", Adela en "La casa de Bernarda Alba" y Julieta en "El Público".
En 2016, la actriz debuta en el teatro londinense con "Dante´s Inferno: A Modern Telling" de Craff Theatre Company, Compañía Británica de Teatro Físico dónde ha trabajado como artista residente. La obra estuvo en el off de Londres y en el Greenbelt Festival (Reino Unido).
En 2017, Sara Ballesteros presentó Forgive me del director iraquí Laith Sami en el Beverly Hills Films Festival en Los Ángeles (2017) y dio vida a la marquesa de Urrutia en la serie de sobremesa Acacias 38, extendiendo sus colaboraciones hasta 2018.
En 2019 colabora en la serie "Hospital Valle Norte" de José Frade Producciones para TVE 1 con el personaje de Olga.
En 2021 se incorpora en el reparto de la serie de Netflix "Si lo hubiera sabido" (If only) interpretando a la psicóloga Mabel.

## Filmografía
| Año       |  | Título                      | Papel                            |
| --------- |  | --------------------------- | -------------------------------- |
| 2022      |  | Si lo hubiera sabido        | Mabel                            |
| 2019      |  | Hospital Valle Norte        | Olga                             |
| 2017-2018 |  | Acacias 38                  | Marquesa de Urrutia              |
| 2017      |  | The Manager                 | Holy                             |
| 2016      |  | Forgive me                  | Emily                            |
| 2015      |  | Rabia (serie de televisión) | Ana (mujer de Miguel)            |
| 2011-2012 |  | El secreto de Puente Viejo  | Angustias Osorio Calvario Osorio |
| 2010      |  | El Séptimo Sello            | Virgen María                     |
| 2009      |  | Casa de muñecas             | Esquizofrénica                   |
| 2009      |  | Chess                       | Dra. Almenara                    |
| 2007      |  | Mis miradas sobre mi        | Joven                            |

## Videoclip
| 2009 | ErPeche - Busquemos un lugar |

## Teatro
| Año       | Título                                     | Papel           |
| --------- | ------------------------------------------ | --------------- |
| 2016      | Dante´s Inferno: A Modern Telling          | Homeless        |
| 2013      | Santo Rosario                              | Mercedes        |
| 2010      | Bailando en Lughnasa                       | Christina       |
| 2008-2009 | Crimen y Castigo                           | Dunia           |
| 2008      | La casa de Bernarda Alba                   | Adela           |
| 2007      | El Público                                 | Julieta         |
| 2004      | Macbeth                                    | Lady Macbeth    |
| 2003      | Silencio y Luz                             | Margarita Xirgu |
| 2003      | Antígona                                   | Oráculo         |
| 2002      | La casa de Bernarda Alba                   | Martirio        |
| 2002      | La comedia de las equivocaciones           | Criada          |
| 2001      | Equivocos                                  | Paula           |
| 2001      | El secreto de las mujeres                  | Paciente Joven  |
| 2000      | Las cosas que dejamos al subir la escalera | Nina            |
| 2000      | ¡Qué farsos somos!                         |                 |
| 1999      | Requiem Rege                               |                 |